# The Race Beat
The Race Beat: The Press, the Civil Rights Struggle, and the Awakening of a Nation (en français The Race Beat : la presse, la lutte pour les droits civiques et le réveil d'une nation) est un essai publié en 2006 par les journalistes Gene Roberts et Hank Klibanoff. Le livre étudie le mouvement afro-américain des droits civiques aux États-unis, et notamment le rôle de la presse et de la télévision.
Le livre a reçu en 2007 le prix Pulitzer d'histoire.

## Éditions
- The Race Beat: The Press, the Civil Rights Struggle, and the Awakening of a Nation, New York, Knopf, 2006  (ISBN 0-679-40381-7)